# Bauhaus (výtvarná škola)
Bauhaus byla škola výtvarného umění, která vznikla v roce 1919 v Německu. V roce 1933 byla z ideologických důvodů zrušena. Období její existence se tak časově shoduje s existencí Výmarské republiky. Šlo o jednu z nejvýznamnějších škol umění, designu a architektury moderní doby.

## Dějiny školy
Škola s názvem Bauhaus vznikla roku 1919 z původní uměleckoprůmyslové školy, kterou roku 1906 založil Henry van de Velde ve Výmaru. Jeho nástupce Walter Gropius sloučil původní školu s výmarskou akademií výtvarných umění a novou školu nazval Bauhaus. Pro školu také sám navrhl budovu.
Mezi významné pedagogy Bauhausu patřili Walter Gropius, Henry van de Velde, Hannes Meyer či Ludwig Mies van der Rohe. Škola měla obnovit „jednotu umění pod vedením architektury a obnovit těsný vztah umění k řemeslu. Umění a technika mají vytvořit nový celek. Konečným cílem vší výtvarné činnosti se má stát stavba.“ Každý student Bauhausu se tedy musel naučit řemeslu. V současné době je Bauhaus vnímán téměř jako synonymum moderního umění, řemesla a designu.
Roku 1924 (či 1925) se musela pod tlakem zemské vlády z Výmaru přestěhovat do Desavy. Ani zde však škola dlouho nevydržela a ze stejných důvodů se roku 1932 podruhé stěhovala do Berlína. Pro svůj výrazně pokrokový a levicový charakter byla několik měsíců po nástupu nacistů k moci obviněna z „bolševické rozvratné činnosti“ a rozpuštěna (1933).
Význam Bauhausu spočívá ve vynikající učební metodě, která se dnes využívá na všech architektonických školách[zdroj?]: výchova na konkrétních úkolech pro reálnou práci. Významná byla také publikační činnost místních pedagogů (Marcel Breuer, Ludwig Hilberseimer, Paul Klee a další).

## Souvislost s Československem
Styl a myšlení Bauhausu inspiroval i mnohé umělce, výtvarníky, architekty a jiné příslušníky české moderny tehdejší doby. Nebyl to jen Karel Teige, který v letech 1929–1930 přednášel na vysoké škole Bauhausu v Desavě. K prvním kontaktům docházelo již v samém zárodku přizváním Wenzela Hablika k „Výstavě neznámých architektů“ v roce 1919. Kontakty s českou avantgardou lze vystopovat již v raných dvacátých letech, zejména během výstavy Bauhausu ve Výmaru v roce 1923, které se zúčastnili např. Josef Chochol, Jaroslav Fragner, Karel Honzík, Jaromír Krejcar, Jan Emil Koula, Evžen Linhart a Vít Obrtel. Dne 4. července 1924 v rámci „Druhého dne německých stavitelů“ přednášel naopak Walter Gropius v Ústí nad Labem. V roce 1928 se stavební oddělení Bauhausu (Bunzel, Meyer, Sharon) zúčastnilo urbanistické soutěže tamtéž.
Mezi přibližně 25 studentů na Bauhausu pocházejících z Československa patřil také Václav Zralý (1906–1993). Do Desavy přišel v roce 1929, absolvoval přípravný kurz a pak byl přijat do stavebního oddělení. Jeho hlavním školitelem byl Ludwig Hilberseimer. Studia dokončil v roce 1931 předložením pěti projektů. Po návratu domů se ale Zralý příliš neprosadil. K jeho dochovaným realizacím patří dvě vily, husitská zvonička a sušárna chmele v rodných Pnětlukách.
Dalším absolventem Bauhausu původem z Lounska, který absolvoval tamní studium architektury, byl Josef Hausenblas (1907–1942 nebo 1943 na východní frontě). V letech 1927–1931 zde byl žákem Hannese Mayera. V Čechách je možné spatřit dvě kolonie rodinných domků, které projektoval. Obě jsou ukázkou funkcionalistického pojetí úsporného bydlení. První z nich se nachází v jeho rodných Lenešicích ve Hřbitovní ulici, druhá v Lounech v ulici Čeňka Zemana.

## Bauhaus, Československo a fotografie
Jednu z prvních inspirací uměleckou školou Bauhaus v českém prostředí lze najít ve 20. letech 20. století. V této době bylo založeno v nově vzniklé republice několik uměleckoprůmyslových škol a právě v jejich programech se v různé míře jisté inspirace Bauhausem objevovaly. Příkladem může být pražská škola, která přivítala první studenty v roce 1920 jako Odborná škola grafická (Státní grafická škola). Významnou osobností této školy byl grafik Ladislav Sutnar, který se zasloužil o zřízení kurzů reklamní fotografie a příchod kvalitních fotografů Josefa Ehma a Jaromíra Funkeho. Ladislav Sutnar se inspiroval Bauhausem a dalšími průmyslovými školami například v tom, že se snažil prosadit větší spolupráci s firmami a zkoušel zavádět nové technologie.
Z filozofie Bauhausu vyšla i Škola uměleckých řemesel v Bratislavě. Pro tuto školu se vžilo označení „Bratislavský Bauhaus“ z roku 1931 a z pera českého levicového publicisty Josefa Rybáka. Bratislavská škola je nejvíce spojována se jménem ředitele Josefa Vydry. I v moravské metropoli se snažili o reformu v duchu Bauhausu. Jednalo se o Školu uměleckých řemesel v Brně z roku 1924. V roce 1939 do Brna přešlo několik bratislavských pedagogů.
V srpnu 1928 se na pražském Výstavišti uskutečnil VI. Mezinárodní kongres kreslení a užitých umění. Tento kongres byl doplněn mezinárodní Výstavou výtvarné výchovy, kde bylo možné spatřit samostatné oddělení věnované Bauhausu. Díky firmě Baťa bylo v roce 1939 ve Zlíně otevřeno učiliště pro průmyslové výtvarníky. Ve výuce se prolínal praktický, řemeslný a výtvarný výcvik s teoretickými předměty. Největší inspirací byl Bauhaus zlínské škole hierarchií učitelského sboru, a to tak, že vedení dílen spadalo do správy uměleckých vedoucích, kteří měli k dispozici odborné pracovníky.

### Bauhaus a fotografie
Před první světovou válkou měla v českém prostředí ve fotografii dominantní postavení tzv. „umělecká fotografie“ secesního piktorialismu. Dne 8. prosince 1919 na valné hromadě v hotelu Palace v Praze vznikl Svaz československých klubů fotografů amatérů. 10. a 11. dubna o rok později v Litoměřicích vznikla německá obdoba SČKFA. Německý svaz nesl název Verband deutscher Lichtbildnervereine in der Tschechoslowakischen Republik se sídlem v Liberci a následně v Teplicích. Rok 1920 se pojí současně také se založením Uměleckého svazu Devětsil. V roce 1922 Karel Teige publikoval stať Foto–kino–film, kde formuloval postoje avantgardy k fotografii a představil Man Rayovy fotogramy. Bauhaus především výrazně ovlivnil českou novou fotografii.
Fotografie na Bauhausu byla zvučným pojmem dávno předtím, než se stala studovaným předmětem. S výukou fotografie se začalo roku 1929, tedy po celých deseti letech fungování Bauhausu.
Již po otevření školy Bauhaus se mezi jejími studenty objevovala jména spojená s československým prostředím a hned vzápětí i s československou fotografií. Významným studentem byl olomoucký rodák a absolvent ateliéru Jana Štursy na pražské Akademii Jindřich Koch. Koch studoval také práva, dějiny umění a sochařství ve Vídni. Ve třicátých letech přibylo ještě studium fotografie u švýcarského fotografa Hanse Finslera (Koch později nastoupil na jeho místo). Koch po Finslerovi převzal vedení fotografického oddělení na uměleckoprůmyslové škole na hradě Geibichenstein u Halle. Jindřich Koch krátce před tragickou smrtí v roce 1934 působil jako fotograf Národního muzea v Praze.
Také další studentka výmarské umělecké školy byla spojena s fotografií. Jednalo se o fotografku Luciu Moholy patřící do pražské německé židovské rodiny Schulzových, která se roku 1921 provdala za László Moholy-Nagye. Ve dvacátých letech se společně věnovali experimentální fotografii. Od roku 1923 studovala ve Výmaru u fotografa Otto Ecknera. Během jejího pobytu v Desavě vznikaly známé fotografické série architektury, dílenských prací a osobností školy. Lucia Moholy se účastnila prvních mezinárodních výstav Film und Foto ve Stuttgartu (1929) a Das Lichtbild v Mnichově (1930). V emigraci pak přednášela na uměleckých školách. Její manžel udržoval vřelé kontakty s českou avantgardou a sám se v Československu prezentoval na několika samostatných výstavách.
Mezi studenty Bauhausu dále patřili architekt, grafik, scénograf, fotograf a pedagog škol uměleckých řemesel v Brně a v Bratislavě Zdeněk Rossmann, jeho manželka fotografka Marie Rossmannová, slovenský fotografující architekt Ladislav Foltyn a slovenská fotografka Irena Blühová.
Karel Teige obdržel v roce 1929 pozvání na Bauhaus k cyklu přednášek o sociologii architektury, typografii a estetice. Fotograf Jaromír Funke též uvažoval o studiích na Bauhausu, ale v jeho případě zůstalo pouze u úvah, jelikož upřednostnil pedagogické působení na škole uměleckých řemesel v Bratislavě. Bauhaus do českého prostředí dostal i skrze devítiletý pobyt v Praze německý absolvent Bauhausu Werner David Feist, který se věnoval nejen fotografii.

### Irena Blühová a Bauhaus
Fotografka a publicistka Irena Blühová (1904–1991) proslula jako zakladatelka sociální fotografie na Slovensku. S fotografováním začala v polovině dvacátých let 20. století. Mezi léty 1931–1933 studovala na Bauhausu v Desavě obor fotografie, typografie a propagační grafika (reklama) a později na Škole uměleckých řemesel. V Bratislavě vedla knihkupectví, okolo kterého se vytvořila skupina levicové inteligence. Od roku 1933 fungoval kroužek fotografů s názvem Sociofoto. Irena Blühová vytvořila fotografické cykly reportáží o těžkém životě, bídě a práci na různých místech Slovenska. Fotografie Ireny Blühové mají humanistický obsah. Vyzařuje z nich poetika s citlivým smyslem pro kompozici. Jsou zásadní pro formování moderního dokumentu a fotografické reportáže na Slovensku.
Blühová přišla do Desavy v roce 1931. Byla nejen studentkou avantgardního a kosmopolitního Bauhausu, ale zároveň součástí světa lidí kolem Junkersových leteckých závodů. Stejně jako pro mnoho dalších studentů, se pro Irenu Blühovou nenašla možnost ubytovat se přímo v Bauhausu, takže se ocitla v prostředí obytné kolonie dělníků z Junkersových leteckých závodů. Po příchodu do Desavy absolvovala na Bauhausu přípravné kurzy, jejichž zřízení bylo opravdu revoluční. Následovalo studium jednotlivých oborů, tak jako např. studium fotografie u Waltera Peterhanse. Irena Blühová se objevila na Bauhausu až v jeho závěrečné fázi, ale našla tam vše, za čím šla. Po návratu do Bratislavy zjistila fakt, že na tamní uměleckoprůmyslové škole vyučuje typografii odchovanec Bauhausu Zdeněk Rossmann, s nímž přišla i jeho žena Marie Doležalová, studentka Waltera Peterhanse.
Irena Blühová si díky Bauhausu zdokonalila fotografickou techniku a studium dále přispělo také k racionálnějšímu poznání principů, které do té doby jen tušila. Zůstala sociální fotografkou, ale věděla, že účinnost sociální fotografie nespočívá v samotném zachycení faktu, nýbrž že záleží na kultuře fotografického vidění, na sugestivnosti záběru i na výraznosti zpracování. Blühová vzpomínala na Bauhaus jako „na školu formování člověka, lidského bytí“.

## Významné osobnosti Bauhausu
- Anni Albers
- Josef Albers
- Herbert Bayer
- Max Bill
- Marianne Brandt
- Marcel Breuer
- Avgust Černigoj
- Christian Dell
- Werner Drewes
- Lyonel Feininger
- Naum Gabo
- Gertrud Grunow
- Walter Gropius
- Johannes Itten
- Josef Hartwig
- Ludwig Hirschfeld Mack
- Ludwig Hilberseimer
- Johannes Itten
- Vasilij Kandinskij
- Paul Klee
- Otto Lindig
- Gerhard Marcks
- Ludwig Mies van der Rohe
- Piet Mondrian
- László Moholy-Nagy
- Georg Muche
- Hinnerk Scheper
- Oskar Schlemmer
- Joost Schmidt
- Lothar Schreyer
- Naum Slutzky
- Gunta Stölzl
- Wolfgang Tumpel

### Ředitelé Bauhausu
- 1919–1928 Walter Gropius
- 1928–1930 Hannes Meyer
- 1930–1933 Ludwig Mies van der Rohe

## Bauhaus Dessau

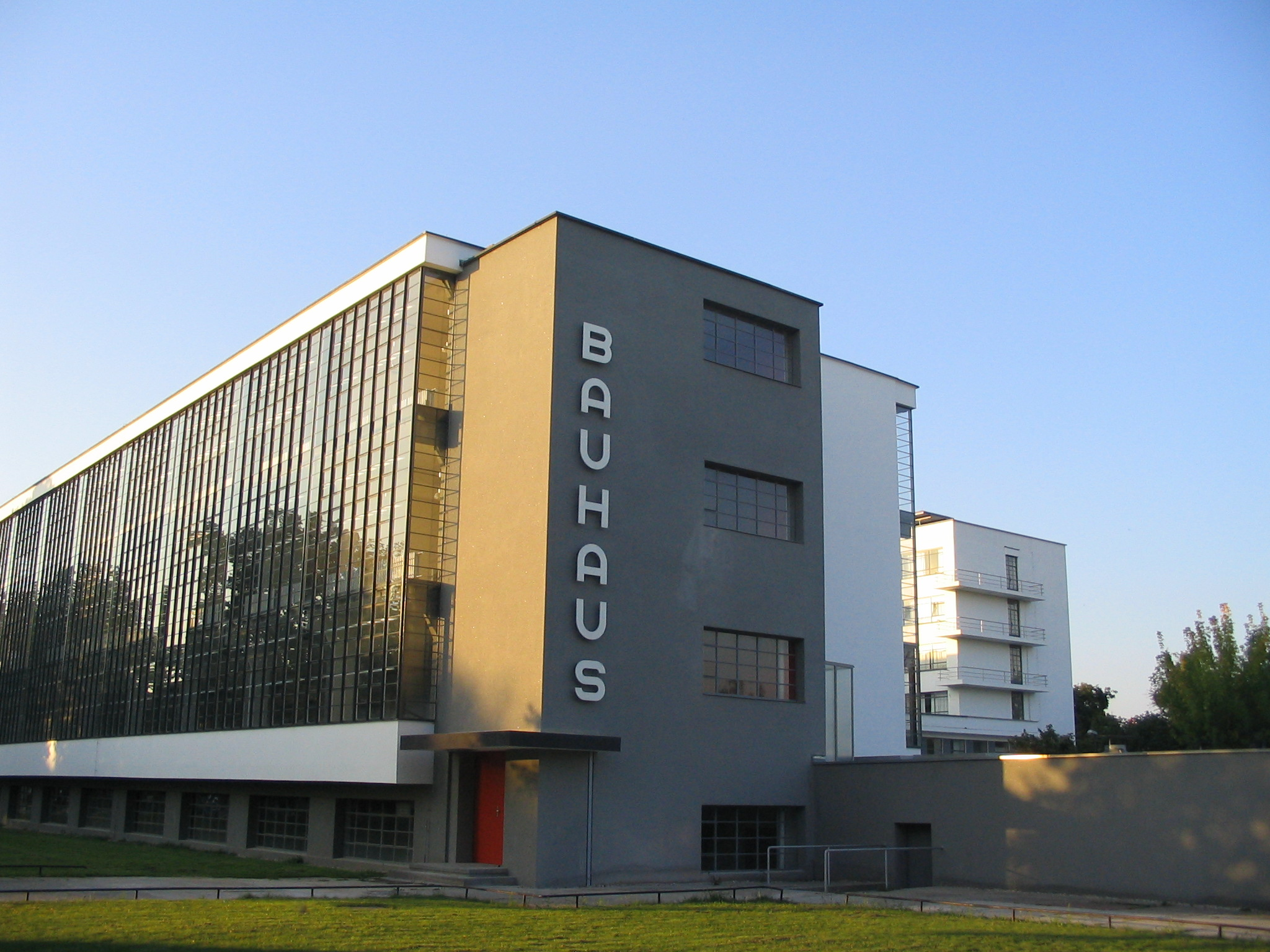
Bauhaus Dessau
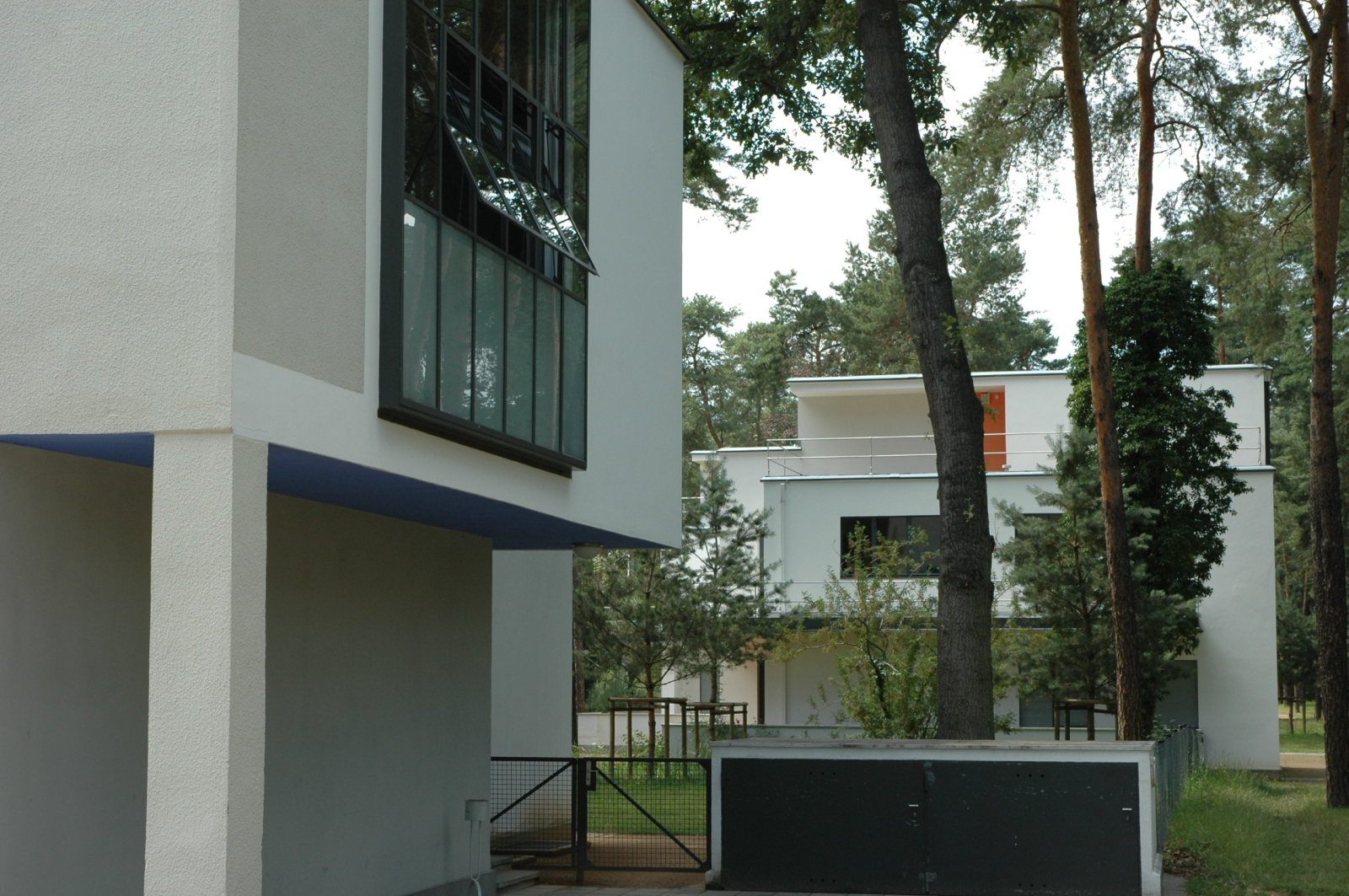
Domy mistrů
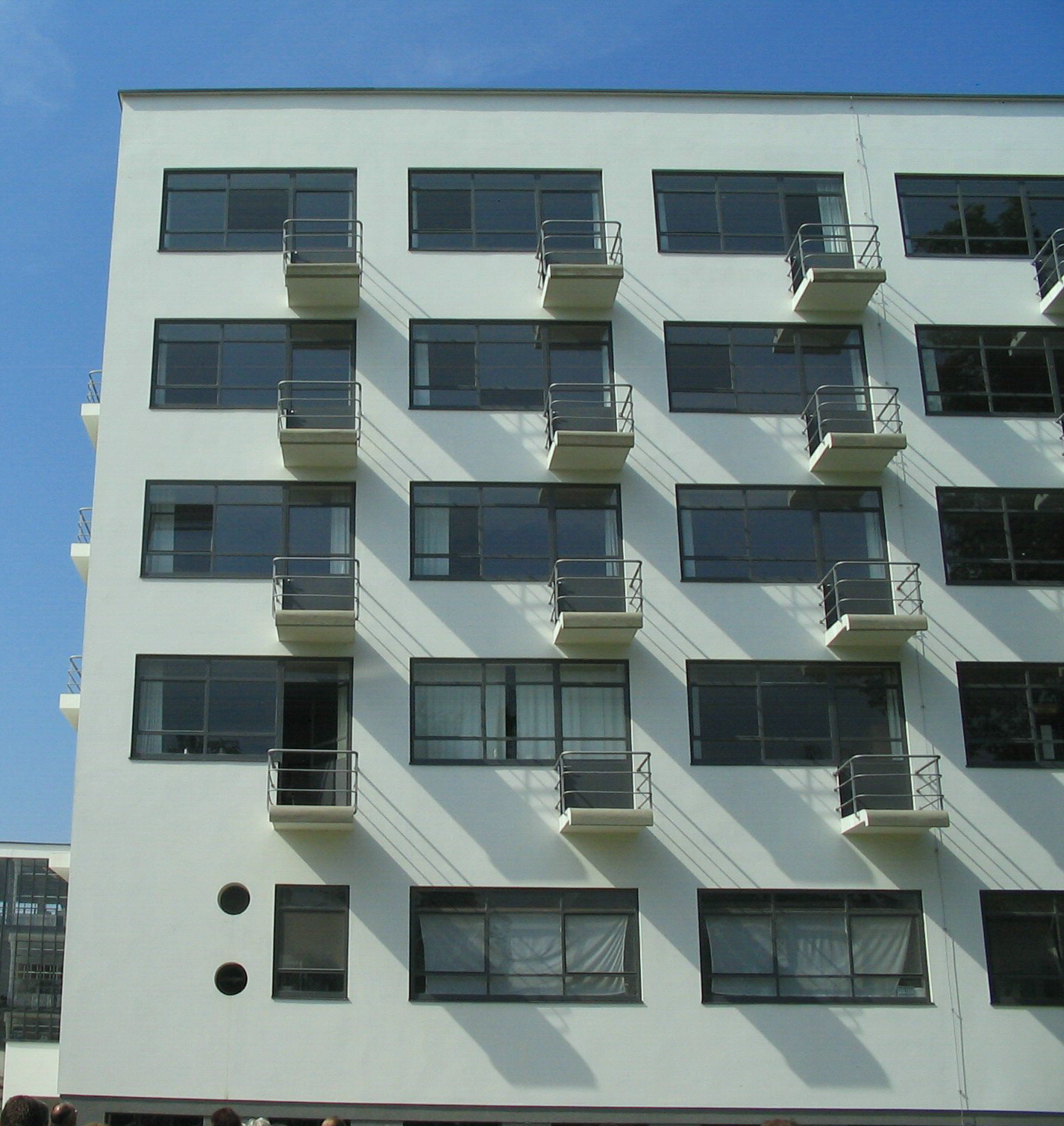
Ateliérové křídlo
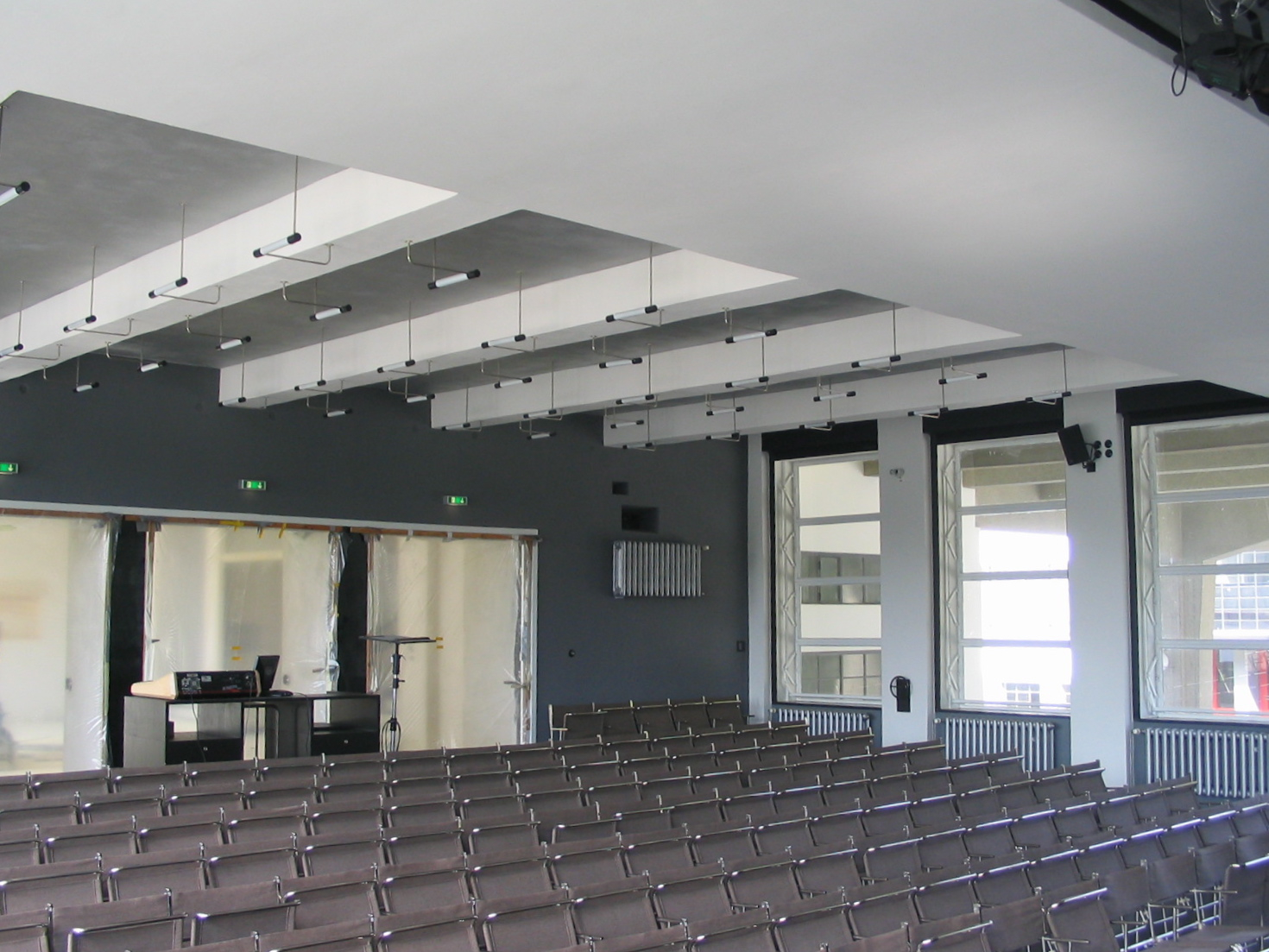
Přednášková aula
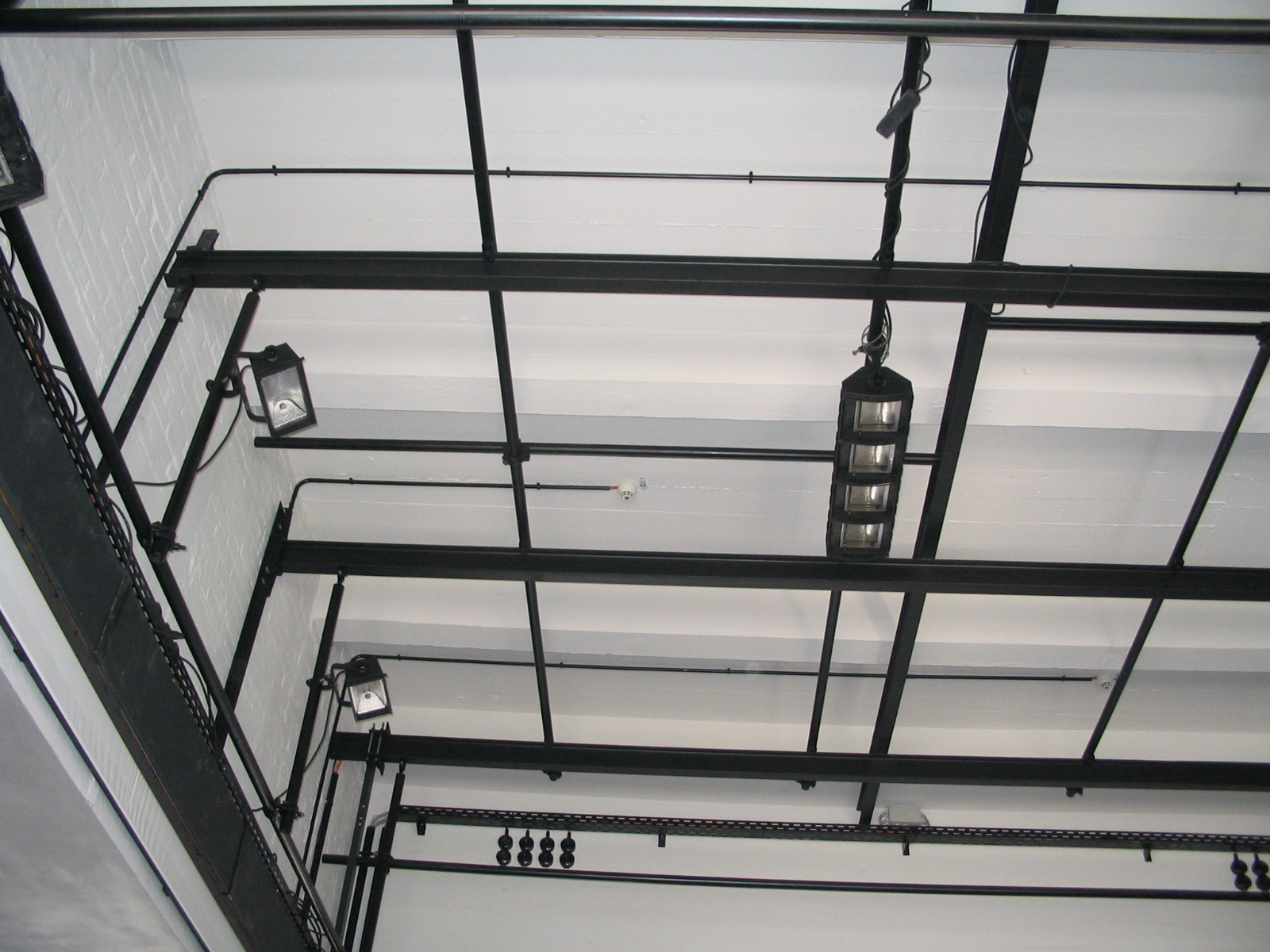
Uchycení stropních svítidel v aule
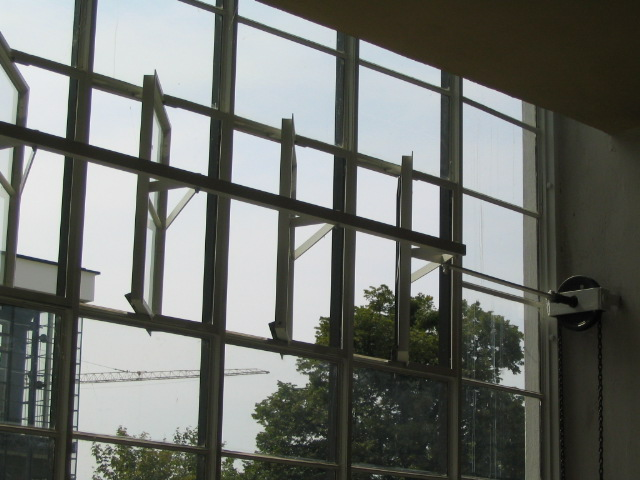
Mechanicky ovládaná okna
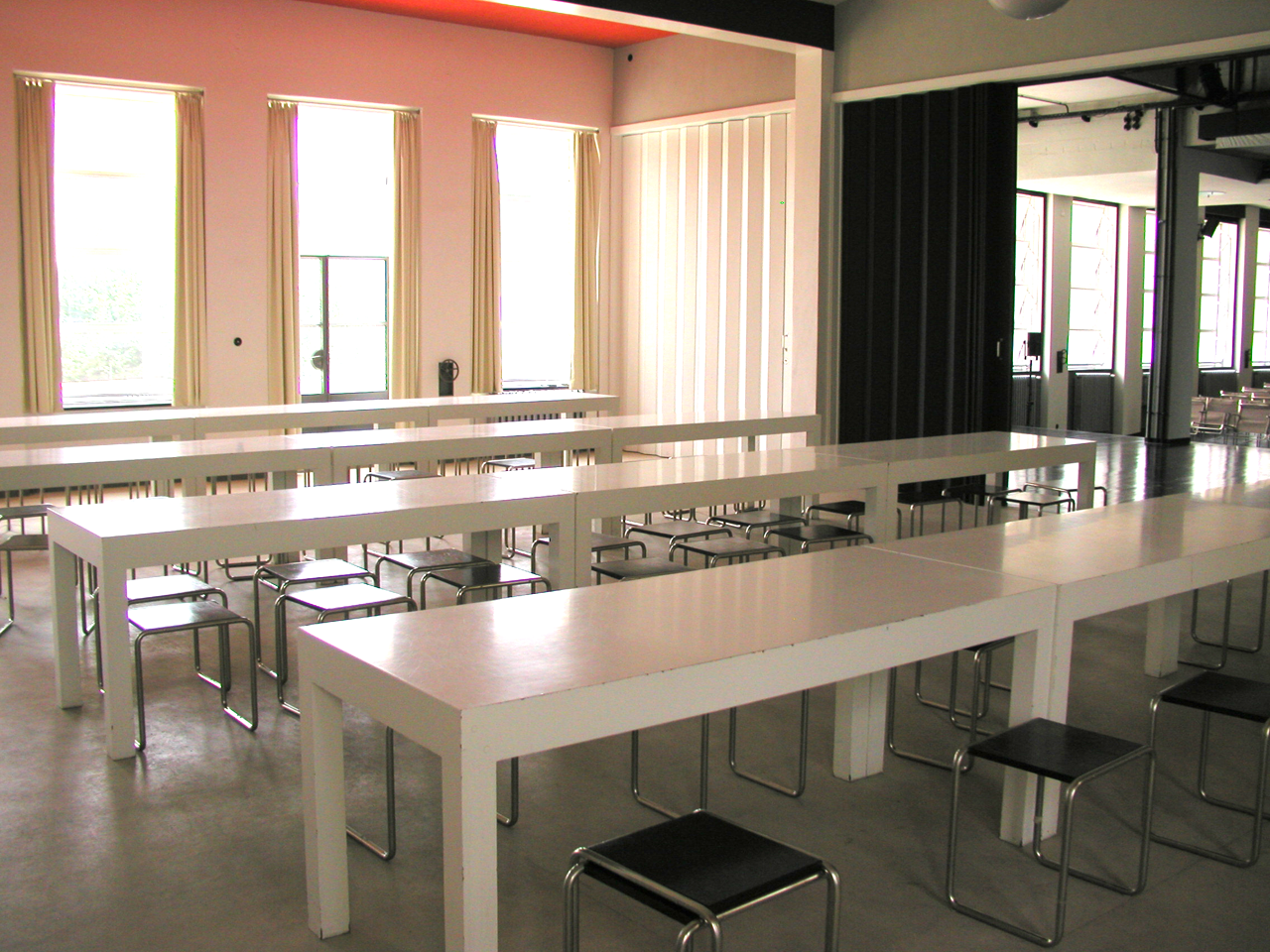
Jídelna
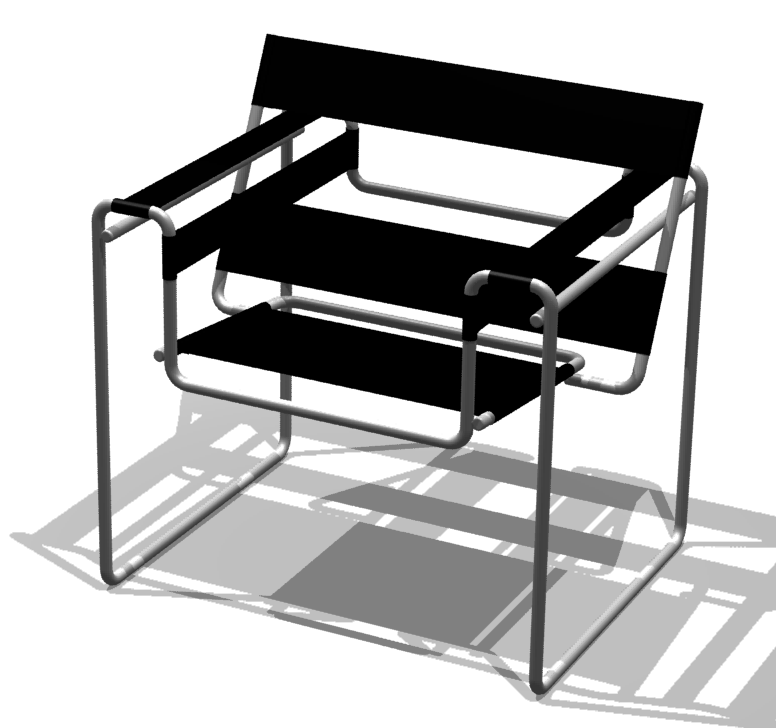
Stolička (design Marcel Breuer). Wassily Kandinsky ji dal vyrobit pro všechny žáky